# Dresconella nivicola
Dresconella nivicola là một loài nhện trong họ Linyphiidae. Chúng được Eugène Simon miêu tả năm 1884 và chỉ được tìm thấy tại Pháp.